# Russule noircissante
Russula nigricans
Espèce
La Russule noircissante, Russula nigricans est une espèce de champignons basidiomycètes de la famille des Russulacées.

## Liste des sous-espèces et variétés
Selon MycoBank (3 décembre 2023) :
- Russula nigricans subsp. eccentrica (Peck) Singer, 1958
- Russula nigricans subsp. nigricans
- Russula nigricans var. adusta (Pers.) Barbier, 1907
- Russula nigricans var. albonigra (Krombh.) Cooke & Quél., 1878
- Russula nigricans var. eccentrica (Peck) Blanco-Dios, 2021
- Russula nigricans var. nigricans

## Systématique
Le nom correct complet (avec auteur) de ce taxon est Russula nigricans Fr., 1838.
Russula nigricans a pour synonymes :
- Agaricus adustus var. crassus Alb. & Schwein., 1805
- Agaricus nigrescens Bull. (1785), 1785
- Agaricus nigrescens Krombh., 1845
- Agaricus nigricans Bull., 1785
- Lactarelis nigricans (Fr.) Earle
- Russula nigricans Fr., 1838

## Publication originale
- Fries, E.M., Epicrisis Systematis Mycologici, 1838, p. 1-610